# Robert Towne

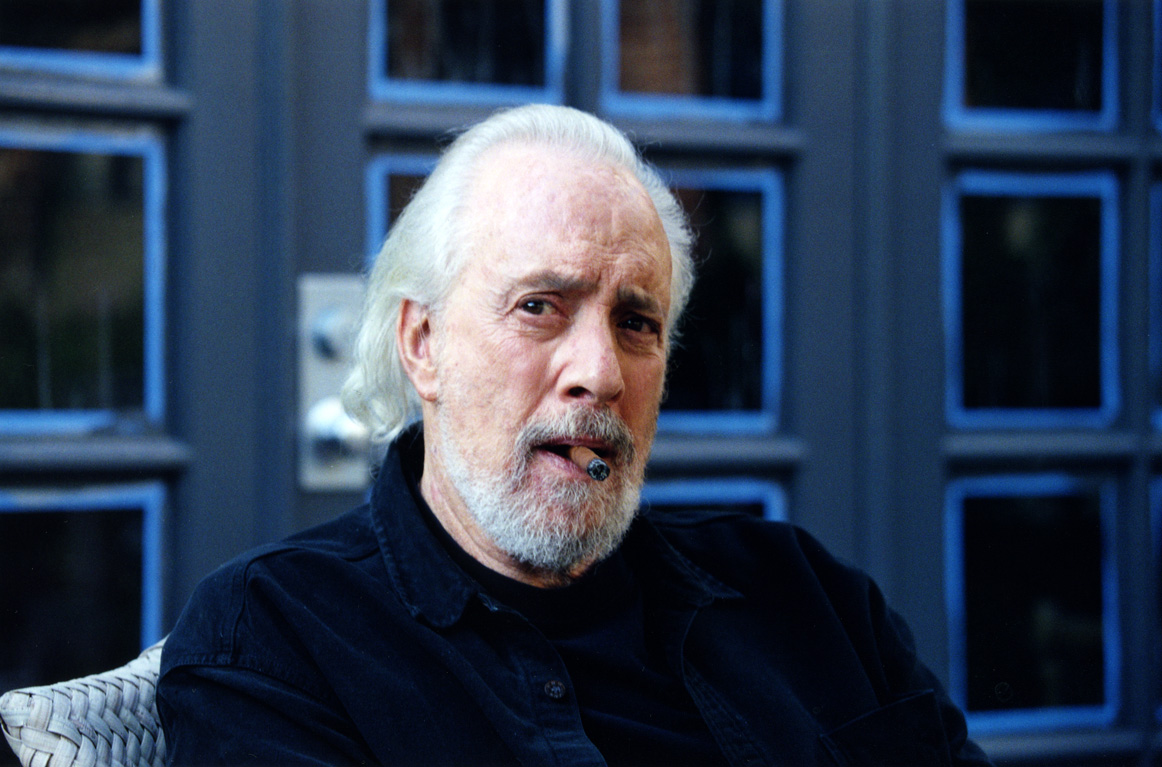
Robert Towne, 2006, Standfoto aus dem gleichnamigen Film von Sarah Morris

Robert Towne (* 23. November 1934 in Los Angeles, Kalifornien als Robert Bertram Schwartz; † 1. Juli 2024 ebenda) war ein US-amerikanischer Drehbuchautor, Schauspieler und Regisseur.

## Leben und Werk
In den 1960er-Jahren begann Robert Towne seine Karriere im Filmgeschäft als Drehbuchautor an mehreren B-Filmen aus der Produktion von Roger Corman. Erstmals größere Bekanntheit erlangte er durch seine Mitarbeit am Drehbuch zu Arthur Penns Gangsterfilm Bonnie und Clyde von 1967, der als einer der Gründungsfilme des „New-Hollywood“-Kinos gilt. Towne wurde ein gefragter Autor dieser Filmströmung, so schrieb er für Regisseur Hal Ashby die Drehbücher zu den Tragikomödien Das letzte Kommando (1973) mit Jack Nicholson und Shampoo (1975) mit Warren Beatty. Sowohl mit Nicholson als auch mit Beatty arbeitete Towne mehrfach zusammen.
Seinen vielleicht größten Erfolg feierte Towne mit dem Drehbuch zu Chinatown (1974), mit dem er einen Oscar in der Kategorie Bestes Originaldrehbuch gewann. Die Writers Guild of America wählte Jahrzehnte später das Drehbuch von Chinatown auf Platz 3 der besten amerikanischen Drehbücher. Es war das erste Originaldrehbuch von Towne, der zuvor nur Drehbücher nach literarischen Vorlagen geschrieben hatte. Er schrieb auch das Drehbuch zu Die Spur führt zurück – The Two Jakes (1990), der Fortsetzung von Chinatown. Seine letzten großen Erfolge als Drehbuchautor erreichte er mit seiner Arbeit für die ersten beiden Mission-Impossible-Filme mit Tom Cruise (1996 und 2000). Zuvor hatte er bereits die Drehbücher zu den Tom-Cruise-Filmen Tage des Donners (1990) und Die Firma (1993) geschrieben.
Towne war auch dafür bekannt, bestehende Drehbücher, die noch nicht final abgeschlossen sind, zu überarbeiten, beispielsweise beim Film Der Pate. So verfasste er bei Der Pate etwa die finale Fassung der bekannten Gartenszene zwischen Al Pacino und Marlon Brando. Nachdem er für Jahre an dem Drehbuch für den Film Greystoke – Die Legende von Tarzan, Herr der Affen mitgearbeitet hatte und daraus eine „realistische Tarzan-Version“ machen wollte, sollte er ursprünglich auch Regie führen. Er wurde aber kurz vor den Dreharbeiten durch Hugh Hudson ersetzt. Towne war so verärgert über die Qualität des letztendlichen Films, dass er seinen Namen im Vorspann durch den seines Hundes, P.H. Vazak, ersetzen ließ. Vazak wurde dadurch der erste Hund in der Geschichte der Oscarverleihung, der für das beste Drehbuch nominiert wurde, gewann den Oscar aber schließlich nicht.
Als Regisseur inszenierte Towne auf Basis seiner eigenen Drehbücher vier Filme zwischen 1982 und 2006, zuletzt für das Liebesdrama Ask the Dust. Gelegentlich übernahm Towne auch kleine Nebenrollen oder Cameo-Auftritte in Filmen, an denen er mitgewirkt hatte. Eine seiner letzten Tätigkeiten war an der Serie Mad Men, wo er bei der finalen siebten Staffel als beratender Produzent beteiligt war und dafür seinen dritten und letzten Writers Guild of America Award gewann.
In erster Ehe war Towne von 1977 bis 1982 mit der Schauspielerin Julie Payne, einer Tochter der Schauspieler John Payne und Anne Shirley, verheiratet. Seine zweite Ehe mit Luisa Gaule hielt bis zu seinem Tod. Aus beiden Ehen hatte Towne jeweils ein Kind. Er starb am 1. Juli 2024 im Alter von 89 Jahren in seinem Haus in Los Angeles.

## Filmografie (Auswahl)
Als Drehbuchautor und Regisseur
- 1982: Personal Best
- 1988: Tequila Sunrise
- 1998: Grenzenlos (Without Limits)
- 2006: Ask the Dust

Als Drehbuchautor
- 1960: Last Woman on Earth
- 1964: Das Grab der Lygeia (The Tomb of Ligeia)
- 1967: Bonnie und Clyde (Bonnie and Clyde)
- 1968: Pancho Villa reitet (Villa Rides)
- 1973: Das letzte Kommando (The Last Detail)
- 1974: Chinatown
- 1974: Yakuza (The Yazuka)
- 1975: Shampoo
- 1978: Der Himmel soll warten (Heaven Can Wait)
- 1984: Greystoke – Die Legende von Tarzan, Herr der Affen (Greystoke: The Legend of Tarzan, Lord of the Apes)
- 1988: Frantic
- 1990: Tage des Donners (Days of Thunder)
- 1990: Die Spur führt zurück – The Two Jakes (The Two Jakes)
- 1993: Die Firma (The Firm)
- 1994: Perfect Love Affair (Love Affair)
- 1996: Mission: Impossible
- 2000: Mission: Impossible II

Als Schauspieler
- 1960: Last Woman on Earth
- 1961: Creature from the Haunted Sea
- 1971: The Zodiac Killer
- 1971: Drive, He Said
- 1975: Shampoo
- 1987: Jack, der Aufreißer (The Pick-up Artist)
- 2004: Suspect Zero – Im Auge des Mörders (Suspect Zero)

## Auszeichnungen (Auswahl)
Oscar
- 1974: Nominierung in der Kategorie Bestes adaptiertes Drehbuch für Das letzte Kommando
- 1975: Auszeichnung in der Kategorie Bestes Originaldrehbuch für Chinatown
- 1976: Nominierung in der Kategorie Bestes Originaldrehbuch für Shampoo
- 1985: Nominierung in der Kategorie Bestes adaptiertes Drehbuch für Greystoke – Die Legende von Tarzan, Herr der Affen

British Academy Film Award
- 1975: Auszeichnung in der Kategorie Bestes Drehbuch für Chinatown und Das letzte Kommando

Golden Globe Award
- 1975: Auszeichnung in der Kategorie Bestes Filmdrehbuch für Chinatown

Writers Guild of America Awards
- 1974: Nominierung in der Kategorie Bestes adaptiertes Drehbuch für Das letzte Kommando
- 1975: Auszeichnung in der Kategorie Bestes Originaldrehbuch für Chinatown
- 1976: Auszeichnung in der Kategorie Bestes Originaldrehbuch für Shampoo
- 1985: Nominierung in der Kategorie Bestes adaptiertes Drehbuch für Greystoke – Die Legende von Tarzan, Herr der Affen
- 1997: Laurel Award for Screenwriting Achievement (Lebenswerk-Auszeichnung) der Writers Guild of America
- 2016: Auszeichnung als Mitautor in der Kategorie Beste Dramaserie für Mad Men

Weitere Auszeichnungen
- 1975: Edgar Award in der Kategorie Bestes Drehbuch für Chinatown
- 2015: Screenwriters Tribute Award auf dem Nantucket Film Festival

Quelle: